# Nacionalitat andorrana

Escut d'Andorra

La nacionalitat andorrana es basa en el principi del ius sanguinis. La doble nacionalitat no està permesa.

## Nacionalitat andorrana d'origen
Són andorrans d'origen:
- els nascuts a Andorra, si almenys un dels pares és andorrà.
- els nascuts a l'estranger, si almenys un dels pares és andorrà i nascut a Andorra.
- els nascuts a Andorra, si almenys un dels pares és nascut al país, a condició que el progenitor o els progenitors sota l'autoritat del qual o dels quals està legalment sotmès tinguin la seva residència principal i permanent a Andorra a la data del naixement de l'individu.
- els trobats a Andorra o nascuts a Andorra de pares desconeguts. En aquest cas, la nacionalitat es perd quan es compleixen certes condicions.
- els nascuts a Andorra de pares apàtrides o estrangers i a qui les lleis estrangeres no li atribueixen la nacionalitat de cap dels pares. En aquest cas, la nacionalitat es perd quan es compleixen certes condicions.
- els nascuts a Andorra de pare i mare estrangers, si almenys un dels seus progenitors té la seva residència principal i permanent a Andorra a la data de naixement de l'individu i l'hi ha tinguda durant els deu anys que han precedit aquest naixement. En aquest cas, s'obté la nacionalitat andorrana provisional, que es pot perdre si no es compleixen certes condicions.

## Nacionalitat andorrana per adquisició
Es pot adquirir la nacionalitat andorrana:
- per adopció
- per la nacionalitat andorrana d'un progenitor o d'un avi
- per matrimoni
- per naturalització
- per naturalització d'un dels progenitors

## Pèrdua de la nacionalitat
Perden la nacionalitat andorrana:
- els que adquireixen voluntàriament una nacionalitat estrangera.
- els menors d'edat que esdevenen sotmesos a la pàtria potestat exclusiva d'un estranger, del qual obté la nacionalitat.
- els que s'enrolen voluntàriament a un exèrcit estranger sense l'autorització del Govern.
- els que exerceixen un càrrec electiu o polític en un Estat estranger.